# Jean Rouppert
 (septembre 2021).
Jean Rouppert né le 15 août 1887 à Custines et mort le 25 août 1979 à Bussières est un dessinateur, peintre et sculpteur français.

## Biographie
Né le 15 août 1887 à Custines, près de Nancy en Meurthe-et-Moselle, Jean François Rouppert est le fils de Johann Rouppert, lamineur, et de Marie Clémence Kieffer. Il vit en Lorraine jusqu’en 1924, puis dans la région Rhône-Alpes, d’abord à Lyon et, à partir de 1932, dans le Roannais.
Entre 1913 et 1924, il est employé comme décorateur, puis comme dessinateur dans les établissements Émile Gallé à Nancy. En tant qu’autodidacte, il est évidemment marqué par sa formation chez Gallé ; il travaille alors en tant qu’artiste dans les arts décoratifs.
Par ailleurs, marqué par la Première Guerre mondiale qu’il vit de bout en bout comme soldat, il effectue de nombreux dessins à l’encre noire, qui constituent une critique sans concession de la guerre.
À partir de 1925, il devient indépendant et ouvre son atelier à Lyon, puis à Saint-Alban-les-Eaux en 1932.
Jean Rouppert s’exprime par le dessin essentiellement et la peinture tout au long de sa vie et développe la sculpture sur bois plus particulièrement à partir de 1934.
Les thématiques abordées sont nombreuses. Les principales sont les caricatures et les têtes d’expression, la Grande Guerre, le paysage naturaliste et synthétiste ou imaginaire et l’art animalier. Il dessine aussi des illustrations à sujet littéraire ou historique, des personnages mythologiques, légendaires ou religieux, des figures populaires, des motifs Art déco.
D’origine lorraine, Jean Rouppert est marqué par l’art germanique et lorrain des  XVIe et XVIIe siècles (Albrecht Dürer, Jacques Callot) qui donne rigueur et précision à son trait. L’influence de Gallé, et plus largement de l’Art nouveau, du japonisme et plus particulièrement d'Hokusai, apparaît dans ses œuvres, tant à travers ses dessins à la plume, ses aquarelles, ses gouaches que par ses sculptures.
Jean Rouppert expose dans des musées et des galeries, notamment au Salon de la Société lyonnaise des beaux-arts et au Salon des amis des arts à Roanne dans les années 1930, 1940 et 1950.
Il meurt le 25 août 1979, un an après sa femme.
Des expositions rétrospectives lui sont consacrées à partir de 1996 dans de nombreux musées français.